# Semoutiers-Montsaon
Semoutiers-Montsaon è un comune francese di 908 abitanti situato nel dipartimento dell'Alta Marna nella regione del Grand Est.

## Società

### Evoluzione demografica
Abitanti censiti